# Megyn Kelly Show

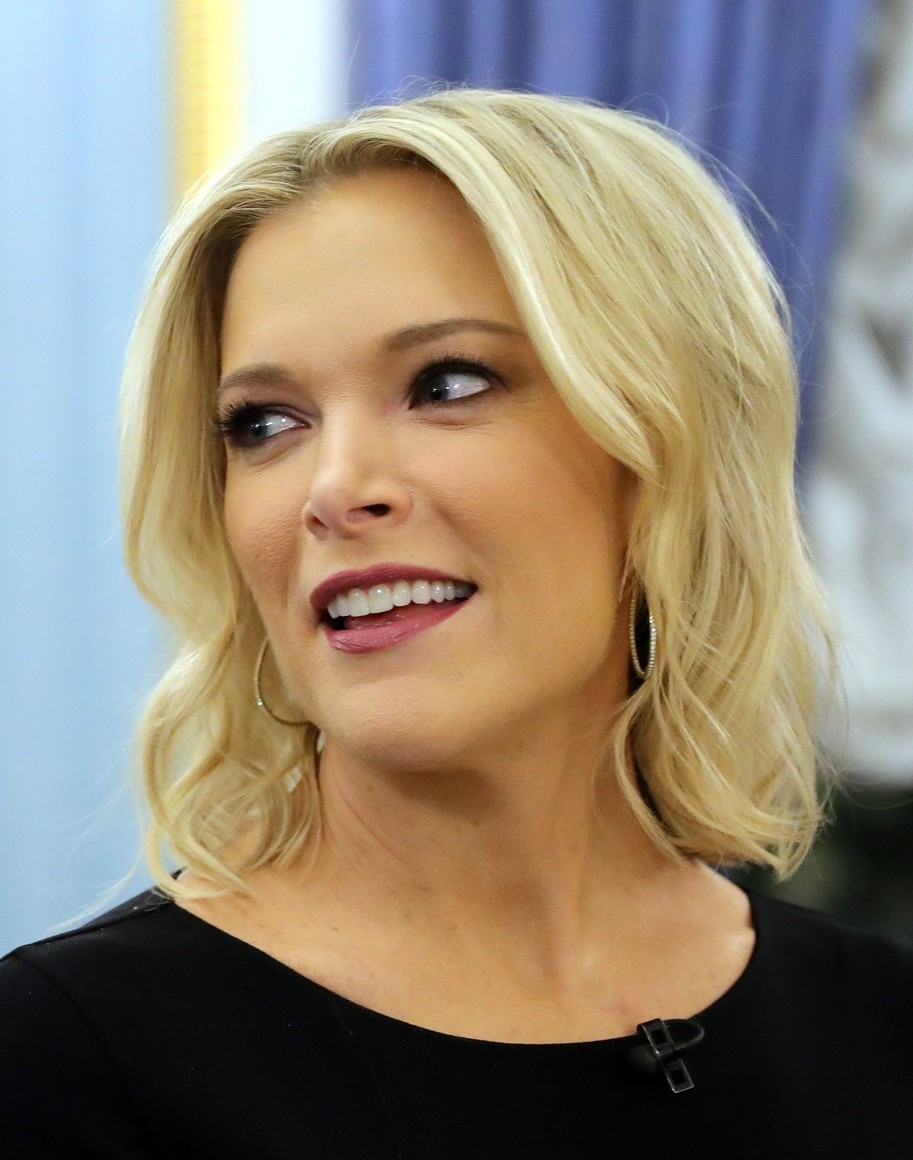
Megyn Kelly v roce 2018

Megyn Kelly Show je internetová stránka (talk show či podcast), kterou od září 2020 provozuje americká nezávislá novinářka Megyn Kellyová (nar. 1970). 

## Rozhovor s ministrem zahraničí Markem Rubiem
Význam této show byl podepřen rozhovorem, který Kellyové poskytl nový ministr zahraničí Spojených států amerických Marco Rubio dne 30. ledna 2025. V rozhovoru Rubio podrobně nastínil priority americké zahraniční politiky pro čtyři roky  druhého prezidentského období Donalda Trumpa.